# Rhynchotettix
Rhynchotettix is een geslacht van rechtvleugeligen uit de familie doornsprinkhanen (Tetrigidae). De wetenschappelijke naam van dit geslacht is voor het eerst geldig gepubliceerd in 1907 door Hancock.

## Soorten
Het geslacht Rhynchotettix omvat de volgende soorten:
- Rhynchotettix hancocki Bruner, 1910
- Rhynchotettix rostratus Hancock, 1907